# マイ・フェア・レディ (映画)
『マイ・フェア・レディ』(My Fair Lady) は、1964年制作のアメリカ合衆国のミュージカル映画。同名ミュージカルの映画化で、監督はジョージ・キューカー、主演はオードリー・ヘプバーンとレックス・ハリソン。同年のアカデミー作品賞ほか8部門を受賞した。インフレを調整した歴代の興行収入では、2020年現在でも第66位に入っている。日本でも大ヒットし、1964年度・1965年度の2年連続で日本の洋画配給収入の第2位に入った。2006年AFIのミュージカル映画ベスト25では第8位に選出されている。オードリー・ヘプバーンの代表作の一つであり、最大のヒット作。
スティーヴン・ジェイ・シュナイダーの『死ぬまでに観たい映画1001本』に掲載されている。

## ストーリー
階級社会の文化が色濃いイギリスを舞台に繰り広げられるロマンティック・コメディである。
言語学が専門のヒギンズ教授はひょんなことから、下町生まれの言葉遣い（コックニー英語）の花売り娘イライザをレディに仕立て上げられるかどうかをめぐってピカリング大佐と賭けをすることになる。
たやすいことだと高をくくっていたヒギンズだったが、イライザは自分が訛っているのすらわかっておらず、連日深夜まで特訓が続くことになる。だがやがて、矯正のための詩「スペインの雨」をマスターしたのをきっかけに、イライザは見る見る上達を果たした。人前で成果を披露しようと、ヒギンズは紳士淑女たちの社交場であるアスコット競馬場にイライザを連れ出す。しかし美しく着飾ってもレディとしての素養までは身につけていないイライザは騒動を起こしてしまう。イライザは落ち込み、ピカリングやヒギンズの母親はこれ以上続けても無駄だと反対するが、ヒギンズには手応えがあり、次は舞踏会へ連れていくと言う。
さらなる特訓を重ねた6週間後、舞踏会に臨んだイライザはその美しさで上流階級の人々を魅了し、実験は大成功を収めた。だがその結果に驕ったヒギンズの言動はイライザを深く傷つける。彼女はいつしかヒギンズに恋していたが、彼にとって自分は実験動物も同然とわかったからだ。ヒギンズとの大喧嘩の末に家を飛び出したイライザは、花売り娘の生活に戻ることもできず、ヒギンズの母親の家に身を寄せる。彼女を連れ戻しにヒギンズがやってくるが、イライザはきっぱりと拒絶し、あなたから自立すると宣言する。ヒギンズは動揺しながらも強がって、イライザと、そんな風に彼女を育て上げた自分を褒め称えて帰宅の途につく。だが、イライザとの暮らしが当然のように今後も続くものだと思っていたヒギンズは、密かに肩を落としていた。そんなヒギンズのもとに静かにイライザが帰ってくる。

## キャスト
| 役名                           | 俳優                             | 日本語吹き替え                                                      | 日本語吹き替え                                      | 日本語吹き替え                                    |
| 役名                           | 俳優                             | テレビ朝日版                                                        | TBS版                                               | 機内上映版                                        |
| ------------------------------ | -------------------------------- | ------------------------------------------------------------------- | --------------------------------------------------- | ------------------------------------------------- |
| イライザ・ドゥーリトル         | オードリー・ヘプバーン           | 池田昌子                                                            | 池田昌子                                            | 池田昌子                                          |
| ヘンリー・ヒギンズ教授         | レックス・ハリソン               | 中村正                                                              | 中村正                                              | 中村正                                            |
| アルフレッド・ドゥーリトル     | スタンリー・ホロウェイ           | 小松方正                                                            | 梶哲也                                              | 大宮悌二                                          |
| ヒュー・ピカリング大佐         | ウィルフリッド・ハイド＝ホワイト | 下條正巳                                                            | 真木恭介                                            | 大木民夫                                          |
| ヒギンズ夫人                   | グラディス・クーパー             | 北原文枝                                                            | 高村章子                                            | 高村章子                                          |
| フレディ・アンスフォード＝ヒル | ジェレミー・ブレット             | 松橋登                                                              | 沢井正延                                            | 関俊彦                                            |
| ゾルタン・カーパシー           | セオドア・ビケル                 | 内海賢二                                                            | 飯塚昭三                                            | 谷口節                                            |
| ピアス夫人                     | モナ・ウォッシュボーン           | 新村礼子                                                            | 中村紀子子                                          | 沼波輝枝                                          |
| アンスフォード＝ヒル夫人       | イソベル・エルソム               | 高村章子                                                            | 島美弥子                                            | 香椎くに子                                        |
| 執事                           | ジョン・ホランド                 | 清川元夢                                                            | 丸山詠二                                            | 伊井篤史                                          |
| 以下はノンクレジット           |                                  |                                                                     |                                                     |                                                   |
| ジェイミー                     | ジョン・アルダーソン             | 藤本譲                                                              | 安田隆                                              | 小関一                                            |
| ハリー                         | ジョン・マクライアム             | 叶年央                                                              |                                                     |                                                   |
| ホプキンス夫人                 | オリーブ・リーブス＝スミス       | 北川智繪                                                            | 北川智繪                                            | 丸山裕子                                          |
| 通りすがりの男                 | ウォルター・バーク               | 野本礼三                                                            | 野本礼三                                            |                                                   |
| その他                         | N/A                              | 加藤正之 市川千恵子 上田敏也 斉藤昌子 池田勝 柳沢紀男 林一子 葵京子 | 広瀬正志 上田敏也 斉藤昌 池田勝 屋良有作 高橋なづき | 島香裕 加藤正之 島美弥子 田口昴 石井敏郎 小山明子 |

- テレビ朝日版：初回放送・1978年10月15日『日曜洋画劇場』- 正味時間125分。
- TBS版：初回放送・1983年6月2日『名作洋画ノーカット10週』- 4Kデジタル・リマスター版Blu-rayに収録[6]。
- 機内上映版：ANAにて使用。2022年9月6日にスター・チャンネルでテレビ初放送された[7][8]。

## スタッフ
- 製作 : ジャック・L・ワーナー
- 監督：ジョージ・キューカー
- 脚色：アラン・ジェイ・ラーナー
- 舞台監督：ハーマン・レヴィン
- 作詞 : アラン・ジェイ・ラーナー
- 作曲 : フレデリック・ロウ（英語版）
- 原作：バーナード・ショウ
- 撮影：ハリー・ストラドリング
- 衣装デザイン・装置 : セシル・ビートン
- 美術：ジーン・アレン
- 編集：ウィリアム・ジグラー（英語版）
- 音楽総指揮：アンドレ・プレヴィン
- オーケストレーション：アレクサンダー・カレッジ（英語版） 、ロバート・フランクリン、アル・ウッドベリー
- 振付 : ハーミズ・パン
- タイトル・デザイン：ウェイン・フィッツジェラルド（英語版）（クレジットなし）

1994年製作30周年 ニュー・デジタル・バージョン
- 修復：ロバート・A・ハリス、ジェームス・C・カッツ

2014年製作50周年 4Kリマスター・バージョン
- 修復：ロバート・A・ハリス、FotoKem（英語版）

2019年 8Kリマスター・バージョン
- レストア：FotoKem（NHKの提案による）[9][10]

### 日本語版
- 字幕翻訳：金丸美奈子（ソフト）

| 吹き替え       | テレビ朝日版             | TBS版    | 機内上映版 |
| -------------- | ------------------------ | -------- | ---------- |
| 演出           | 小林守夫                 | 小林守夫 | 小林守夫   |
| 翻訳           | 森田瑠美                 | 森田瑠美 | 森田瑠美   |
| 調整           | 前田仁信                 |          |            |
| 効果           | 重秀彦 遠藤堯雄 桜井俊哉 |          |            |
| プロデューサー | 中島孝三                 | 熊谷国雄 |            |
| 制作           | 東北新社                 | 東北新社 | 東北新社   |
| 制作           | テレビ朝日               | TBS      | 全日本空輸 |

## 製作

### キャスト決定まで

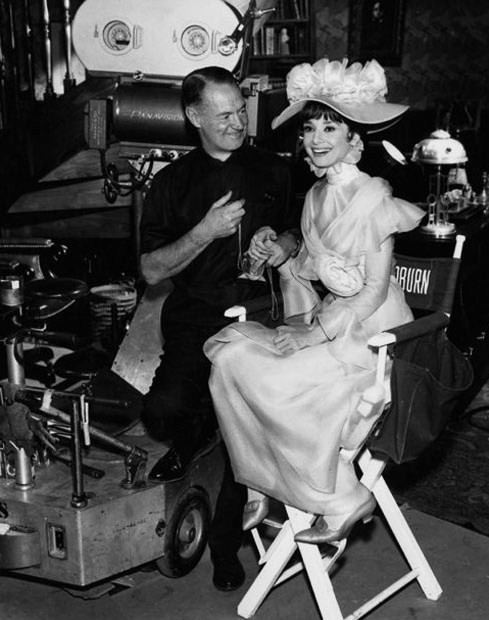
主演のオードリー・ヘプバーンと撮影監督のハリー・ストラドリング

この作品は、同名の舞台ミュージカル『マイ・フェア・レディ』の映画化である。ブロードウェイでの上演中から権利元のCBSに対してMGM、20世紀フォックス、ユニバーサルなどの映画会社や独立プロデューサーが映画化権を争ったが、1962年ワーナー・ブラザースが史上最高の550万ドルで獲得した。しかも配給収入（興行収入から映画館の取り分を引いた額）が2000万ドルを超えた場合は、その47パーセントをCBSが受け取る、という付帯事項まで付いていた。
ワーナー・ブラザースの社長、ジャック・L・ワーナーは先にスタッフを決定。監督にジョージ・キューカー、シナリオにアラン・ジェイ・ラーナー、撮影監督にはハリー・ストラドリング、衣装に舞台版も手がけたセシル・ビートン、音楽の編曲と指揮にはアンドレ・プレヴィンを決定した。1962年9月にはキューカー、ビートン、それと美術のジーン・アレンとでロンドンに下見に行っている。
舞台版のオリジナル・キャストはジュリー・アンドリュースとレックス・ハリソンであったが、ジャック・L・ワーナーはハリソンは歳を取りすぎており、アンドリュースは無名だと考えた。ワーナー映画として史上最高額の制作費1700万ドルという莫大な金額をかけた作品に無名の女優は使えなかった。
ヒギンズ教授役はケーリー・グラントに依頼されたが、グラントに「もしハリソンが演じないなら、観に行かないよ」と断られる。ラーナーとキューカーは次に『アラビアのロレンス』を撮り終わったばかりのピーター・オトゥールに交渉。映画はまだ公開されていなかったが、業界では新しいスターとして噂されていた。ジャック・L・ワーナーも賛成していたが、オトゥールのエージェントは新人としては法外な40万ドルプラス興行収入の歩合という出演料を要求したため流れてしまった。他にもロック・ハドソン、ローレンス・オリヴィエなどが候補に挙がっていたが、結局出演料20万ドルでレックス・ハリソンに落ち着いた。
イライザ役にアンドリュース以外の女優を起用しようとしたジャック・L・ワーナーだが、それでも一度はアンドリュースとその問題を話し合っている。アンドリュースが「ぜひやりたいわ。いつから始めますか？」と言うと、ワーナーが「いつスクリーン・テストにこられるか」と質問した。するとアンドリュースは「スクリーン・テストですって？ 私があの役を立派にやれることを知っているはずよ」と拒否。ワーナーは「ミス・アンドリュース、君はロンドンとニューヨークでしか知られていない。君は一度も映画に出た経験がないし、私はこの映画に多額の金を注ぎ込んでいる。だから君の写真写りがいいことを確かめる必要があるんだ。」と言ったが、それでもアンドリュースはテストを断っている。
ジャック・L・ワーナーは莫大な制作費を回収するため、『尼僧物語』でワーナー映画始まって以来の大ヒットという実績のあるオードリー・ヘプバーンを考えることとなった。ジャック・L・ワーナー は、世界的なスターのヘプバーンと無名のアンドリュースでは興行収入の差額は500万ドルと見積もっている。ヘプバーンは『ティファニーで朝食を』撮影中の1960年のインタビューで、次に演じてみたい役は？ と訊かれて、「『マイ・フェア・レディ』のイライザよ」と答えていた。しかし1962年に実際にイライザ役を持ちかけられたヘプバーンは、アンドリュースがイライザ役を自分のものにしているとして一旦断った。さらにはディナー・パーティーを企画して、スタジオの上層部にこの役にアンドリュースを起用するよう説得しようとした。しかし何をもってしてもジャック・L・ワーナーの気持ちは変えられず、自分が断れば次はエリザベス・テイラーに役を回すとわかり、1962年10月最終的にイライザ役を引き受けた。この時にヘプバーンの出演料は『クレオパトラ』のテイラーと並ぶ当時史上最高額の100万ドルになった。
なお、『マイ・フェア・レディ』に専念するため、ヘプバーンは当時出演が決まっていた作品を断っている。フレッド・ジンネマン監督に決まっていた『ハワイ』、『卑怯者の勲章』である。これらはどちらもアンドリュースに役がまわっている。

### 撮影開始まで
セシル・ビートンは1963年2月から衣装や帽子の製作を開始。93人のお針子を使い、映画で必要な1086着の衣装を作り上げた。衣装の製作費だけで50万ドルかかっている。アスコット競馬場や舞踏会のシーンのエキストラは衣装が映えるよう、ジョージ・キューカーやビートンの意向に沿うまで、何度も何度も再選考が行われている。
オードリー・ヘプバーンは『マイ・フェア・レディ』出演に備えて撮影3か月前の1963年5月16日にハリウッドに到着、18日にキューカーやラーナーやビートンを借りていた家にお茶に招いて、「私の声を歌全部に使うのですか？」と訊いている。その際キューカーに「ほとんどの曲で披露してもらうが、一部は吹き替えになるだろう」と告げられたヘプバーンは、「ええ、それはわかります。でもレッスンを受けて、一生懸命どんな練習でもするつもりです」と答えている。しかしその段階で既にマーニ・ニクソンに吹き替えられることが内密に決まっていた。その日、ビートンが衣装部にヘプバーンを連れて行くとエキストラ用の衣装を見たヘプバーンは、「イライザだけでは足りないわ！ 素敵な服が他にもあるもの。わたし全部着てみたい！」と言って次々と着用した。楽しいムードの中で衣装合わせは行われ、ヘプバーンはイライザのコックニー訛りを喋り、衣装部のスタッフと冗談を言い合っていたという。ビートンはそれを写真に撮っていった。のちにその写真を見たヘプバーンは、ビートンに大きなバラの花束を贈り、「私は今まで綺麗になりたいと望んできました。あなたが撮ってくださった写真を見たとき、ほんの少しの間、私は美しいと思えました。ありがとう、あなたのおかげです」とメッセージを添えている。ビートンはこれらの写真をアメリカやイギリスの雑誌に売っており、ビートン個人に莫大な利益をもたらしていた。これがキューカー監督の不興を買い、キューカーとビートンの対立が起こっている。キューカーはテスト中にヘプバーンの写真を撮ることを禁止した。
ヘプバーンは早速レッスンを開始、発声のコーチについた他、踊りのレッスン、コックニー訛りの訓練、プレヴィンのもとでの音楽の勉強、衣装合わせ、髪型やメイクアップのテストなどで1日12時間も費やしていた。発声練習だけで1日5〜6時間もかかったこともあったという。ヘプバーンは5音分声域を広げて録音に臨んだ。
レックス・ハリソンはキューカーとビートンの喧嘩にムカムカしていたが、実は自身が周りに絶えずトラブルを撒き散らしていた。ハリソンは『マイ・フェア・レディ』の成功は自分のおかげであると思っており、ジョージ・キューカーが女性映画の監督であるため、ヘプバーンに目をかけるのではないかと不信感を持っていた。
ハリソンは初めヘプバーンに対しても敵意を持っていた。しかしヘプバーンがハリソンの死別した前妻ケイ・ケンドールとバレエ学校時代に知り合いだったことを話し、撮影所内で移動の際に乗るための自転車をハリソンに贈ったりしたことや、ヘプバーンが歌の問題などがあるためハリソンが映画を支配できることがわかると和やかになっていった。
6月にはリハーサルが開始されたが、ハリソンは5年もこの役を舞台でやっているのにセリフをしょっちゅう忘れ、ヘプバーンはセリフを完璧に覚えていた。7月には撮影前の録音も始まった。

### 撮影
映画はワーナーのスタジオの半分以上を使って、話の流れに沿って順撮りで行われている。主演俳優が演じる本格的な撮影は1963年8月13日に開始されているが、エキストラだけのオープニングの雨のシーンは8月9日に始められている。
レックス・ハリソンは、一つの曲を二度同じように歌えないし、口の動きをシンクロナイズさせるテクニックは大嫌いだとして、自分のすべてのナンバーをライブで演じ、撮影することを主張。そのためハリソンのネクタイにはマイクが、脚には送信機が取り付けられることになった。当時は技術的に大変難しく、多くの人々が怒り、二つの労働組合が特別手当を要求したほどだった。またハリソンが思い通りになるまでは何度も撮り直しが行われていた。アンドレ・プレヴィンもイヤホンをつけてオーケストラとハリソンを追いかけねばならず、ひどく苦労した。しかもハリソンはそのことに対してひとことも感謝しなかったという。
オードリー・ヘプバーンは撮影に入った後も毎日発声練習をこなしていた。ヘプバーンが歌う場面はマーニ・ニクソンによってある程度吹き換えられると聞いていたが、どの程度使われるのかはヘプバーンにもニクソンにも知らされていなかった。そのためヘプバーンはニクソンと一緒に録音スタジオに入り、歌い方のアドバイスも求めていた。製作30周年の修復の際に発見されたヘプバーンの音声には、「もう一度お願いします」「お時間を取らせてごめんなさい」と必死で努力するヘプバーンの音声が入っていた。映画の前半の「ステキじゃない？」はヘプバーン自身の録音した声に合わせて演技をして、ニクソンがそれに合わせて吹き込んでいる。撮影のかなり後半のインタビューでも「歌は私も全部録音しましたが、別にマーニ・ニクソンも吹き込んであるのです。どちらを使うかは会社が決めるでしょう」と答えている。しかし結局大部分の歌を吹き替えると知らされたヘプバーンは深く傷つき、「おお！」と一言だけ言ってセットから立ち去った。翌日になって戻ってきたヘプバーンはわがままな行動を全員に謝罪している。最後のヘプバーンの歌唱シーンの「あなたなしでも」ではニクソンが吹き込んだ声に合わせてヘプバーンが演技している。
リハーサルの段階から始まった監督のジョージ・キューカーと衣装のセシル・ビートンの対立は撮影中にも続いていた。二人とも自説を曲げず、好きなだけ癇癪を起こしていた。二人の口論はスタッフからも苦情が出たほどだという。キューカーはセットでのビートンの出しゃばりな態度が、ヘプバーンの集中力を削いでいると感じており、ビートンに対して禁止事項を増やしていった。
撮影上のゴタゴタが続き、ヘプバーンはセットの他の動きに惑わされたくないと言い出した。そのためキューカーは9月後半には黒いカーテンを張り巡らし、必要最小限のスタッフ以外から撮影現場を遮った。ただし、キューカーは大物女優を撮影する時はいつもセットを非公開にしており、ヘプバーンだけを特別扱いしたのではないとアンドレ・プレヴィンは語っている。
アスコット競馬場のシーンでは300人のエキストラのためにダンサーが選ばれた。登場する150人の女性のメイクアップと着付けのために、ワーナーのステージが丸々1つ使用されている。
アスコット競馬場の撮影の合間にビートンはヘプバーンにポーズを取ってくれと頼み、ヘプバーンも承知していたが、助監督がやってきて「監督がオードリーの仕事の日は写真を撮らないでくれと言ってます」と伝えてきた。「彼女は毎日仕事があるじゃないか！」とビートンは怒り、キューカーも怒りでその後2時間は仕事にならなかったという。
ヘプバーンは過労でとうとう倒れてしまい、医者の治療を受けて11月18日から3日間撮影を休んでいる。戻ってきた22日にはイライザがフレディとコヴェント・ガーデンに戻る部分の撮影をしていたが、その時ラジオを聴いていた大道具の係が入ってきてジョン・F・ケネディ大統領が暗殺されたと伝えた。監督のキューカーが取り乱していたので、ヘプバーンが代わりに小さな壇にあがり、マイクでみんなにケネディ大統領の死を伝えた。その日は撮影が続行できなくなっている。
撮影は1963年のクリスマスの数日前に終了した。

## エピソード
- オードリー・ヘプバーンの歌は、一部の歌い出し部分を除いて マーニ・ニクソンによる吹き替えであるとあちこちで書かれているが、三部形式の「いまに見てらっしゃい」は前半と後半は全てヘプバーンの声で真ん中のみがニクソンである[72]。後半に出てくる「いまに見てらっしゃい」のリプライズは全てヘプバーンの声である。
- 吹替にはジュリー・アンドリュースを、という案もあったが、アンドリュースがヘプバーンの代役で『卑怯者の勲章』に出演したため、身体があいていなかった[98]。
- 音楽監督のアンドレ・プレヴィンは、「レックス・ハリソンはオードリー・ヘプバーンではなくジュリー・アンドリュースを望んでいたのか？」と言う問いに対して、「彼はどちらも望んでいなかった。人々が関心を持っているのは自分だけだと思っていた」と答えている[99]。別の本でも「ハリソンは舞台公演の間中、ジュリー・アンドリュースの存在が気に障って仕方なかった」と書かれている[58]。ヘプバーンに対しても、ひどく意地が悪かったという[99]。
- 1971年に権利がCBSに移ったため、この作品の音声やフィルムといった貴重な素材が大量にCBSに運ばれたが、CBSはそのほとんどを捨ててしまっている[71]。
- 1994年に製作30周年のデジタル・リマスターがなされた時に、ヘプバーン自身によってレコーディングされた音源がワーナーから発見された[71][100]。また、フレディ役のジェレミー・ブレットの歌もビル・シャーレイ（英語版）による吹き替えだったことが本人によって明らかにされた[100]。
- 映画公開時に制作されたポスターは、ボブ・ピーク (Bob Peak) によるイラスト[101]。
- この映画の言語学考証を担当したのはピーター・ラディフォギッドだった。RP（容認発音）を操る大言語学者で、ヒギンズ教授のグラモフォンから聞こえてくるのはピーターの声であり、ヒギンズがコヴェント・ガーデンでイライザに見せるメモ帳の筆跡もピーターのものだった[102]。
- 『いつも2人で』撮影中、ヘプバーンの夫メル・ファーラーに連れられてまだ幼い息子のショーンは『マイ・フェア・レディ』を見に行った[103]。ヘプバーンが感想を聞いてみたところ、「マミー、どうしてお風呂が嫌いなの？」と言われたという[103]。
- インフレを調整した歴代の興行収入では、2020年現在でも『マイ・フェア・レディ』は第66位に入っている[3]。
- 米映画サイトThe Playlistが発表した、2017年1月10日までに公開されたミュージカル映画のベスト50の第8位に入っている[104]。
- NHKが権利元のCBSに8K化を提案、ハリウッドの専門プロダクションFotoKemで、65mmのオリジナルネガフィルムから半年の作業により8KのファイルとしてNHKに納品された[9][10]。2019年3月10日にNHK BS8Kにて初回オンエア、3月24日に再放映された[9]。

## 楽曲
第一部
- 序曲 (Overture)
- なぜ英語ができんのか？ (Why Can't the English?)
- ステキじゃない？ (Wouldn't It Be Loverly?)
- 花市場 (The Flower Market)
- 僕はふつうの男さ (I'm an Ordinary Man)
- 運が向いてきたぞ (With A Little Bit of Luck)
- いまに見てらっしゃい (Just You Wait)
- 召使たちの合唱 (Poor Professor Higgins)
- スペインの雨 (The Rain in Spain)
- 踊り明かそう (I Could Have Danced All Night)
- アスコット・ガボット (Ascot Gavotte)
- アスコット・ガボット -リプライズ- (Ascot Gavotte)
- 君住む街で (On the Street Where You Live)
- 間奏曲 (Intermission)

（休憩）
- アントラクト (Entr'acte)

第二部
- トランシルヴァニアのマーチ (Transylvanian March)
- 大使館のワルツ (The Embassy Waltz)
- でかしたぞ (You Did It)
- いまに見てらっしゃい -リプライズ- (Just You Wait)
- 君住む街で -リプライズ- (On the Street Where You Live)
- 証拠を見せて！ (Show me)
- 花市場 (The Flower Market)
- 時間通りに教会へ (Get Me to the Church on Time)
- 女という奴は… (A Hymn To Him)
- あなたなしでも (Without You)
- 彼女のことで頭がいっぱい (I've Grown Accustomed to Her Face)
- エンド・タイトル (End Titles)[注 7]
- 終曲 (Exit Music)[注 8]

## 賞歴
アカデミー賞
- 受賞
  - 最優秀作品賞
  - 監督賞：ジョージ・キューカー
  - 主演男優賞：レックス・ハリソン
  - 撮影賞（カラー映画部門）：ハリー・ストラドリング
  - 衣装デザイン賞（カラー映画部門）：セシル・ビートン
  - 美術賞（カラー映画部門）：ジーン・アレン、セシル・ビートン、ジョージ・ジェームス・ホプキンズ
  - 編曲賞：アンドレ・プレヴィン
  - 録音賞：ジョージ・グローブス

- ノミネート
  - 助演男優賞：スタンリー・ホロウェイ
  - 助演女優賞：グラディス・クーパー
  - 脚本賞：アラン・ジェイ・ラーナー
  - 編集賞：ウィリアム・ジグラー

ゴールデングローブ賞
- 受賞
  - 最優秀作品賞
  - 監督賞：ジョージ・キューカー
  - 主演男優賞：レックス・ハリソン

- ノミネート
  - 主演女優賞：オードリー・ヘプバーン
  - 助演男優賞：スタンリー・ホロウェイ

ニューヨーク批評家協会賞
- 受賞
  - 最優秀作品賞
  - 主演男優賞：レックス・ハリソン

- ノミネート
  - 監督賞：ジョージ・キューカー
  - 主演女優賞：オードリー・ヘプバーン

英国アカデミー賞
- 受賞
  - 最優秀作品賞：ジョージ・キューカー

- ノミネート
  - 主演男優賞：レックス・ハリソン

全米監督協会賞
- 受賞
  - 長編映画監督賞：ジョージ・キューカー

ダヴィッド・ディ・ドナテッロ賞
- 受賞
  - 最優秀外国製作賞：ジャック・L・ワーナー
  - 最優秀外国主演女優賞：オードリー・ヘプバーン
  - 最優秀外国主演男優賞：レックス・ハリソン

ローレル賞
- 受賞
  - 興行賞
  - 主演男優賞（ミュージカル部門）：レックス・ハリソン（第1位）
  - 監督賞：ジョージ・キューカー（第1位）
  - 主演女優賞（コメディ部門）：オードリー・ヘプバーン（第3位）

- ノミネート
  - 助演男優賞：スタンリー・ホロウェイ（第4位）

ナショナル・ボード・オブ・レビュー賞
- 受賞
  - トップ10フィルム

全米脚本家組合賞
- ノミネート
  - ミュージカル脚本賞：アラン・ジェイ・ラーナー

Boxoffice Magazine Awards
- 受賞
  - 最優秀月間作品賞（1964年12月）：ジョージ・キューカー

アメリカ映画編集者協会賞
- 受賞
  - 長編映画編集賞：ウィリアム・ジグラー

スペイン映画作家サークル賞
- 受賞
  - 最優秀外国映画賞

アメリカ国立フィルム登録簿
- 登録
  - 2018年

AFIアメリカ映画100年シリーズ
- ミュージカル映画ベスト25
  - 第8位